# Edward Alexander Newell Arber

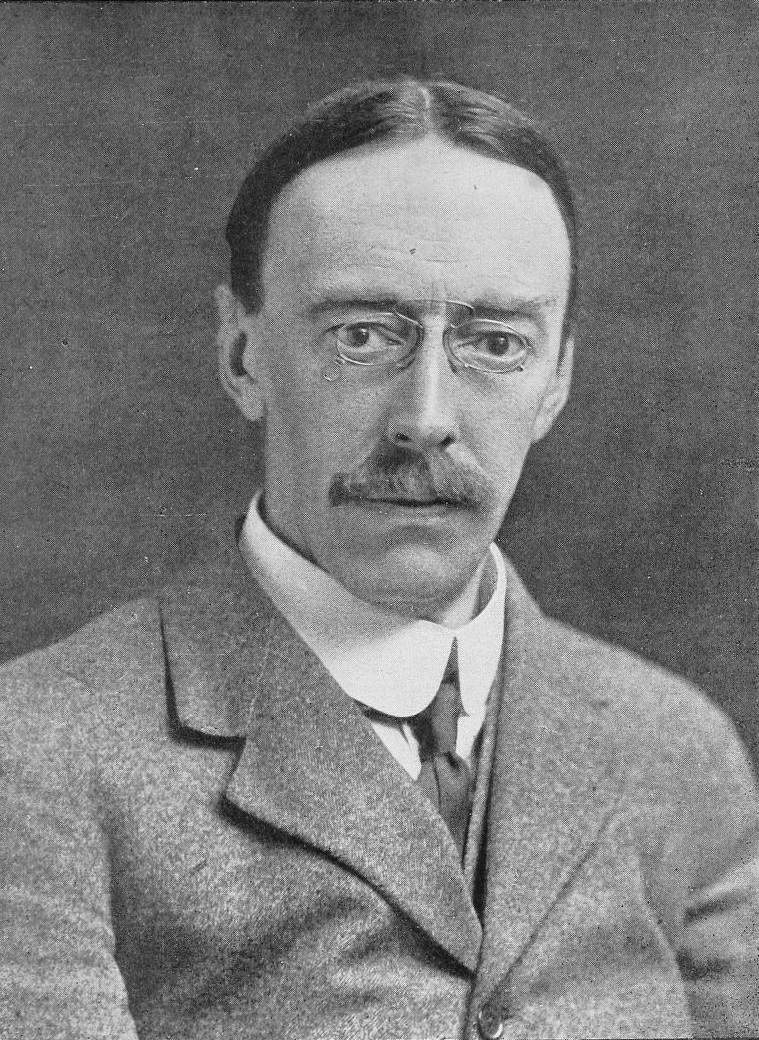
E. A. N. Arber im Wissenschaftsjournal The Geological Magazine (publ. 1905). Fotografie: Elliott & Fry

Edward Alexander Newell Arber (* 5. August 1870 in  London; † 14. Juni 1918 in Cambridge) war ein britischer Paläontologe (Paläobotaniker) und Botaniker. Er war Professor an der Universität Cambridge. Sein offizielles botanisches Autorenkürzel lautet „E.Arber“.

## Leben
Er war der Sohn des Englisch-Professors am Mason College Edward Arber (1836–1912), ging in Birmingham zur Schule und studierte ab 1895 Botanik und Geologie am Trinity College in Cambridge. Dort wurde er 1899 Demonstrator für Paläobotanik am Woodwardian Museum, was er bis zu seinem Tod blieb. Sein botanisches Interesse erwachte, als er mit 15 Jahren aus Gesundheitsgründen in Davos kurte. Später schrieb er ein Buch über alpine Pflanzen. 1901 bis 1906 beaufsichtigte er auch die Paläobotanik-Sammlung im British Museum.
Er befasste sich mit Anwendung der Paläobotanik in der Stratigraphie und schrieb ein Buch über fossile Pflanzen in Kohle, das auch ins Russische übersetzt wurde.
Er war seit 1909 mit der Botanikerin Agnes Robertson verheiratet, die 1946 Fellow der Royal Society wurde. Die Tochter des Paars war die Geologin und erste Präsidentin des Sedgwick Museum of Earth Sciences der Universität Cambridge Muriel Agnes Arber (1913–2004).
1914 wurde er Ehrenmitglied des  New Zealand Institute für Beiträge zur Geologie Australiens. 1917 untersuchte er die fossile mesozoische Flora Neuseelands.

## Ehrungen
Nach ihm ist die fossile Gattung Arberiella D.D.Pant & Nautiyal 1960 benannt.

## Schriften
- Catalogue of the fossil plants of the Glossopteris flora in the department of geology, British Museum (natural history): being a monograph of the permo-carboniferous flora of India and the southern hemisphere, Longmans 1905
- Plant life in Alpine Switzerland: being an account in simple language of the natural history of Alpine plants, J. Murray 1910
- The Natural History of Coal, Cambridge University Press 1911
- The coast scenery of North Devon: being an account of the geological features of the coast-line extending from Porlock in Somerset to Boscastle in North Cornwall, J.M. Dent & Sons, 1911
- The earlier mesozoic Floras of New Zealand, Department of Mines. New Zealand Geol. Survey. Palaeontological Bulletin, Band 6, 1917
- Devonian Floras. 1921
- On Triassic species of the genera Zamites and Pterophyllum: Types of fronds belonging to the Cycadophyta. The Transactions of the Linnean Society of London, 7 (7), 1907, S. 109–127, Plates 17–19
- On the affinities of the triassic plant Yuccites vogesiacus Schimper & Mougeot. The Geological Magazine New Series, Decade V, Band 6, 1909, S. 11–14.